# Dennenburg
Dennenburg is een dorp in de gemeente Oss in de Nederlandse provincie Noord-Brabant.
Tot 1923 maakte Dennenburg deel uit van de gemeente Deursen en Dennenburg. In 1923 is deze gemeente opgegaan in de gemeente Ravenstein, evenals de gemeenten Dieden, Demen en Langel en Huisseling en Neerloon. In 1941 werd ook de gemeente Herpen toegevoegd aan de gemeente Ravenstein. Deze gemeente is in 2003 bij de gemeente Oss gevoegd.

## Toponymie
Vroeger werd geopperd dat de naam Dennenburg (voorheen gespeld als: Dennenborg of Derenborch) afkomstig zou zijn van Den of Dere en burg of borch. De betekenis van de naam zou dan zijn: Woonplaats tussen de bomen.
Tegenwoordig wordt deze dit onwaarschijnlijk geacht, aangezien de naam Derenburhc reeds in 1225 werd vermeld, en toen groeiden er hier ter plaatse geen dennen. Men neemt nu aan dat de naam van het Germaanse woord darnja, dat verborgen betekent, afkomstig is.

## Geschiedenis
Bestuurlijk behoorde Dennenburg tot het Land van Ravenstein.
Dennenburg was daarin een afzonderlijke heerlijkheid. Later werd deze verenigd met de heerlijkheid van Neerlangel. In de 14e eeuw werden deze heerlijkheden verenigd met die van Herpen en Ravenstein.
In 1331 werd de Diedense Uiterdijk gebouwd die bescherming tegen het Maaswater moest bieden. In 1804 werd de Dennenburgse Kade aangelegd. Ten westen van Dennenburg bevond zich de Groenendijk, een van de dwarsdijken die de bedding van de Beerse Maas in compartimenten verdeelde. Kwam het water nu te hoog te staan dan probeerden de bewoners van Dennenburg deze dijk door te steken, zodat het water naar het nabijgelegen Graafschap Megen vloeide. De bewoners van Haren ondervonden dan overlast hetgeen geregeld tot schermutselingen tussen beide partijen leidde, die soms ontaardden in schiet- en steekpartijen.

## Bezienswaardigheden
- De Sint-Michaelskerk heeft een vroegromaans schip dat mogelijk uit de 11e eeuw stamt. Aan de noordzijde heeft het onregelmatig tufstenen muurwerk terwijl de muur aan de zuidzijde beklampt is met nieuwe steen. Het vroeg-16e-eeuwse koor is hoger dan het schip en heeft fijn bewerkte kraagstenen waarvan er nog twee origineel zijn. Ook is er een vlakopgaande toren uit de 13e eeuw die omstreeks 1500 nog verhoogd is. De kerk is sterk verwaarloosd geweest maar in 1958 gerestaureerd. Hierbij zijn de later aangebrachte spitsbogen in de noordmuur gedicht en vervangen door de oorspronkelijke Romaanse vensters. Het oorspronkelijke meubilair bevindt zich tegenwoordig in de Antonius Abtkerk van Bokhoven.
- Pastorie
- Schoolmeesterswoning uit 1924
- Boerderij van de familie Van der Putten, die van 1852 tot 1923 de burgemeester van de gemeente Deursen en Dennenburg heeft geleverd.
- Op de grens met de gemeente Dieden, Demen en Langel aan de Osstraat staat een drietal grenspaaltjes. In de zijkanten van de paaltjes staan de namen Deursen en Dieden gebeiteld. De paaltjes zijn ongeveer 50 cm hoog en versierd met vellingkanten en groeven. De bovenkant is piramidevormig. De paaltjes zijn waarschijnlijk in 1895 geplaatst.

## Natuur en landschap
Dennenburg, dat geheel aan Deursen is vastgebouwd, ligt evenals Deursen te midden van het rivierkleigebied op een iets hoger gelegen rug. Het dorp lag in de invloedssfeer van de Beerse Maas.

## Nabijgelegen kernen
Deursen, Haren, Koolwijk, Demen